# U snědeného krámu
U snědeného krámu je český film z roku 1933 natočený podle románu Ignáta Herrmanna. Scénáře Václava Wassermana se režisérsky ujal Martin Frič, v němž hlavní roli rytmistra Kyllijána ztvárnil Vlasta Burian. Jedná se o jeden z mála filmů, v němž Vlasta Burian hrál zápornou postavu.

## Děj
Důvěřivý kupec Martin Žemla (František Smolík) si konečně otevře svůj vysněný krámek. Po nějakém čase si získá plno přátel. Hlavně bývalého rytmistra Kyllijána (Vlasta Burian), který k němu chodí na dluh pít slivovici a sedávat na pytel s hrachem, kde mluví samé nesmysly. Jeho dluh se začíná pěkně zvětšovat. Později se důvěřivec ožení se zlou Pavlínou Šustrovou (Ela Poznerová). Ta si přivede i svou vypočítavou matku, vdovu Kateřinu Šustrovou (Antonie Nedošinská). Ty dvě společně s Kyllijánem Žemlu využívají, ale navenek se k němu chovají přátelsky. Později, když Žemla nachytá svoji ženu při nevěře, když se má stát otcem cizího dítěte a také když zjistí, že krám je na mizině a úplně vyjedený, otráví se. A největší přítel Žemlův rytmistr Kylliján si spokojeně dluh za vypité slivovice smaže.
Pozn.: Vlasta Burian hraje v druhé vážné roli (a v osmnáctém filmu), která se mu povedla. Scenárista Wasserman při přepisu románu do podoby filmového scénáře nechal beze změny děj, ale přeskupil těžiště některých románových postav ve snaze vyzdvihnout postavu rytmistra Kyllijána, kterého hrál Vlasta Burian. Na rozdíl od scenáristy Wassermana, režie Martina Friče kladla důraz především na postavu kupce Žemly v podání Františka Smolíka. Aby film nebyl stále stejný, kameraman snímal herce z nejrůznějších úhlů, včetně žabí perspektivy a také byla zajímavá střihová technika. Architekt Kopecký postavil podle dobových fotografií věrnou kopii Václavské ulice, zahradní restaurace Na Slovanech i Žemlova krámku.

## Technické údaje
- Rok výroby: 1933
- Zvuk: zvukový
- Barva: černobílý

## Obsazení
| František Smolík     | kupec Martin Žemla                                      |
| Vlasta Burian        | rytmistr ve výslužbě Kyllian                            |
| Antonie Nedošinská   | vdova Kateřina Šustrová                                 |
| Ela Poznerová        | Pavlína, dcera Šustrové, později Žemlova žena           |
| Alexander Třebovský  | loterijní kancelista na penzi Madras, Pavlínin poručník |
| Ella Nollová         | Randová, posluhovačka u Žemly                           |
| Čeněk Šlégl          | bývalý důstojník Ernst Plagowitz, Pavlínin milenec      |
| Gustav Hilmar        | strážník                                                |
| Vladimír Smíchovský  | strážník                                                |
| Kamila Rosenkranzová | sousedka Píšková                                        |
| Milka Balek-Brodská  | sousedka                                                |
| Karolína Vávrová     | sousedka                                                |
| Béďa Pražský         | mládenec na svatbě                                      |
| Darja Hajská         | družička na svatbě                                      |
| Vláša Rozmarová      | číšnice-kelnerka                                        |
| Terezie Třebovská    | domovnice                                               |
| Josef Oliak          | soused                                                  |
| Karel Schleichert    | soused                                                  |
| Josef Sládek         | soused                                                  |
| Karel Český          | soused                                                  |
| Jindřich Adolf       | host v hostinci                                         |
| Bajo trio            | zpěvačky v hostinci                                     |

## Ocenění
Režisér Martin Frič obdržel Zlatou medaili odborného týdeníku Prager Film-Kurier, který U snědeného krámu vyhlásil nejlepším českým filmem za rok 1933.
Za svůj výkon ve filmu obdržel Vlasta Burian Bílou stuhu časopisu Český filmový zpravodaj za rok 1933.